# Phyllocrea indica
Phyllocrea indica är en svampart som beskrevs av A. Pande 2008. Phyllocrea indica ingår i släktet Phyllocrea och familjen Phyllachoraceae.   Inga underarter finns listade i Catalogue of Life.